# Snatcher
Snatcher – cyberpunkowa gra przygodowa, wydana przez Konami na kilka platform, z czego tylko jedna (na Segę CD / Mega CD) została zlokalizowana na język angielski i wydana poza granicami Japonii. Gra stworzona przez Hideo Kojimę, który ją wyreżyserował i napisał scenariusz.

## Fabuła
6 czerwca 1996 roku (w wersji japońskiej 1991 roku), broń chemiczna znana jako Lucifer-Alpha, będąca tworzona w Chernoton w Rosji, ulatnia się do atmosfery powodując śmierć 80% populacji Eurazji, tym samym śmierć połowy populacji ludzkiej. Kiedy Lucifer-Alpha przeobraża się w formę nie do zlikwidowania, skażony teren kompletnie nie nadaje się do zamieszkania przez dekadę. Te tragiczne wydarzenie później staje się znane jako "The Catastrophe" (Katastrofa).
Pięćdziesiąt lat później, rasa sztucznych organizmów żywych zwanych jako Snatchery, zaczynają rozpowszechniać się po wyspie Neo Kobe, zabijając żywych ludzi i podszywając się pod nich, wcześniej obdzierając ofiary ze skóry. Nikt nie wie kim są te androidy, skąd się wzięły i jak je rozpoznać – stąd też na Neo Cobe powstała agencja J.U.N.K.E.R., która zajmuje się likwidowaniem Snatcherów. Najnowszym członkiem organizacji jest cierpiący na amnezję Gillian Seed, którego zadaniem będzie odnalezienie źródła Snatcherów i odkrycie swojego powiązania z androidami.

## Rozgrywka
Rozgrywka gry różni się od tej, jaką wcześniej Hideo Kojima zaprezentował w swojej poprzedniej grze – Metal Gear. Rozgrywka w Snatcher jest całkowicie w FPP – gracz nie porusza się po danym pomieszczeniu, a interakcja z otoczeniem ograniczone jest do wciśnięcia odpowiedniego klawisza. W zależności od sytuacji, Gillian Seed głównie wykonuje komendy: "Look" (Spójrz), "Investigate" (Zbadaj), "Talk" (Rozmawiaj), "Ask" (Spytaj) i "Move" (Ruch). W rozmowach z innymi bohaterami, gracz może pokazać im przedmioty które aktualnie posiada (zdjęcia, poszlaki) oraz dać pieniądze za pomoc w śledztwie. Robot Metal Gear, z którym głównemu bohaterowi przyjdzie prowadzić śledztwo, ma do dyspozycji trzy funkcje: zapisywania stanu gry, włączenie wideotelefonu, oraz w niektórych przypadkach włączenie latarki (w ciemnych pomieszczeniach). Elementy akcji składają się tylko na strzelaniu do przeciwników – w tym trybie widok FPP dzieli się na dziewięć kratek (3x3), w których pojawiają się przeciwnicy muszący zostać zestrzeleni. W grze nie ma apteczek leczniczych, bohater sam regeneruje swój pasek życia (o ile zostanie w walce trafiony).

## Cenzura
Gra wydana na Segę CD / Mega CD w regionach NTSC i PAL została w kilku miejscach ocenzurowana i pozmieniana, względem wersji japońskiej. Wśród tych zmian wymienić należy:
- Zmiana kolorystyki Snatchera. W wersji japońskiej ma on srebrny szkielet i czerwone oko, a w wersji angielskiej – blado-niebieski szkielet i zielone oczy. Zmiana jest spowodowana tym, by Snatcher nie przypominał postaci Terminatora w wersji amerykańskiej gry. Konami chciało uniknąć ewentualnych oskarżeń o złamanie praw autorskich.
- W japońskiej wersji postać Katriny ma 14 lat. W wersji angielskiej ma lat 18, z powodu sceny w toalecie, w której prześwitują jej sutki przez ręcznik (ta scena również została podrasowana w wersji angielskiej)[1].
- W japońskiej wersji gry na PC Engine, wnętrzności martwego psa leżącego na ziemi lekko się poruszają. W wersji na Segę CD (która jest portem z PC Engine) wszystko leży bez ruchu.
- Klienci klubu Outer Heaven mieli początkowo być parodiami znanych postaci z filmów science fiction, ale później Konami zdecydowało się na zamienienie ich na postacie z ich własnych gier. Powodem było uniknięcie ewentualnych oskarżeń o złamanie praw autorskich.

## Głosy
W jedynej wersji angielskiej udział wzięli:
- Jeff Lupetin – Gillian Seed / Snatcher
- Susan Mele – Jamie Seed / Wróżka
- Lucy Childs – Metal Gear / Pracowniczka
- Ray Van Steen – Szef Benson Cunningham / Harry Benson / Elijah Madnar / Chin Su Oh / Narrator / Azjata
- Jim Parks – Randam Hajile / Napoleon / Jean Jack Gibson / Ivan Rodriguez
- Kimberly Harne – Mika Slayton
- Lynn Foosaner – Ketrina Gibson / Lisa Nielsen / Operatorka telefoniczna